# Потапов, Александр Генрихович
Алекса́ндр Ге́нрихович Пота́пов (род. 1955) — трёхкратный чемпион России по ралли (1995, 1996, 2000), мастер спорта СССР международного класса.

## Биография
Александр Потапов родился в 1955 году[когда?].
Окончил Московский автомеханический институт (МАМИ)[когда?].
В советское время работал на АЗЛК, выступал там за заводскую команду в раллийных соревнованиях и в зимних трековых автогонках.
В 1989 году смог отличиться в престижной «Гонке звёзд» на призы журнала «За рулём». Эти зимние трековые гонки проходили в том году впервые с участием иностранных спортсменов, и единственный раз назывались «Звёзды автоспорта». Выступая за рулём «Москвича-2141» Потапов стал лучшим из звёздной плеяды советских спортсменов и пропустил перед собой только двух финских гостей соревнования. Этот результат стал лучшим для него в «Гонке звёзд», а также для модели АЗЛК-2141. При этом Потапов выступал в соревнованиях в качестве второго запасного гонщика, под номером 18.
В постсоветский период выступал на автомобилях Subaru Legacy, Subaru Impreza, Ford Escort WRC, Ford Escort RS Cosworth за команды «Александров ралли», Gazprom Rally Team и «ИТЕРА ралли». Трижды становился чемпионом России по ралли: в 1995 и 1996 выступая за «Александров ралли», и в 2000 году стартуя за «ИТЕРА ралли».
В чемпионате мира по ралли Александр Потапов стартовал дважды, в сезоне 1998 года. На новозеландском этапе финишировал 17-м, на финском — 18-м. В чемпионате Европы по ралли Александр Потапов стартовал 19 раз, четырежды финишировал на подиуме. Дважды был вторым на болгарских этапах: International Rally Hebros 1998 и Rally Bulgaria - Albena 2001, и дважды третьим: на швейцарском Rallye International du Valais 2000 и турецком Tofaş Rally Turkey 2001.
Перед стартом чемпионата России по ралли 2001 года считался одним из двух главных фаворитов (наряду с Сергеем Успенским), но в итоге сошёл во всех трёх гонках, в которых стартовал. При этом в последней из них, «Ралли Гуково 2001», Потапов уверенно лидировал за рулём Subaru Impreza WRC, модели топового мирового класса World Rally Car, с отрывом более двух минут над группой участников, использовавших менее мощные машины Группы N. Несмотря на это, всего за три километра до финиша последнего спецучастка сильно разбился, получив в итоге травму, после чего прекратил выступления в качестве раллийного гонщика.

## Личная жизнь
Москвич. Женат, две дочери.

## Награды
- 3-кратный чемпион России по ралли (1995, 1996, 2000),
- Мастер спорта международного класса[1][2][3][4][5].